# Liu Xiaoguang
Liu Xiaoguang (né le 20 mars 1960) est un joueur de go professionnel en Chine.

## Biographie
Liu commence à jouer au go à l'âge de 13 ans. Il a été promu 6e dan en 1982, puis 9e dan en 1988.

## Titres
| Titre                  | Années            |
| ---------------------- | ----------------- |
| Titres nationaux       | 6                 |
| Mingren                | 1988              |
| Tianyuan               | 1988 - 1990, 1993 |
| National Go Individual | 1980, 1990        |
| Titres internationaux  | 1                 |
| Tengen Chine-Japon     | 1993              |